# Centre de recherche en astronomie, astrophysique et géophysique

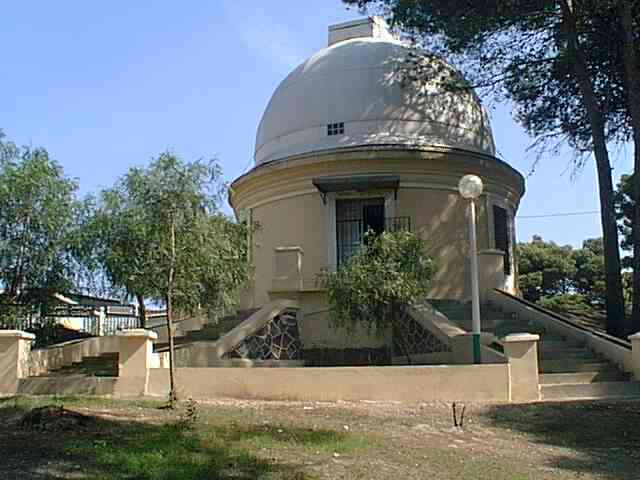
Observatoire astronomique de Bouzareah

Das Forschungszentrum für Astronomie, Astrophysik und Geophysik (französisch Centre de recherche en astronomie, astrophysique et géophysique (CRAAG), arabisch مركز البحث في علم الفلك والفيزياء الفلكية والجيوفيزياء, DMG Markaz al-Baḥṯ fī ʿIlm al-Falak wa-l-Fīziyāʾ al-Falakiyya wa-l-Ǧīyūfīziyāʾ) ist ein Forschungszentrum in Algerien, welches sich mit Astronomie, Astrophysik und Geophysik befasst. Es wurde 1985 gegründet und ging aus der Sternwarte Observatoire astronomique de Bouzareah von 1890 und dem Institut de Physique du Globe d’Alger von 1931 hervor.
Die Sternwarte erhielt vom Minor Planet Center den Sternwartencode 008 und verfügt über ein Ritchey-Chrétien-Spiegelteleskop mit einem Durchmesser von 81 cm.